# پیتر آلدیس
پیتر آلدیس (انگلیسی: Peter Aldis; ۱۱ آوریل ۱۹۲۷ – ۱۷ نوامبر ۲۰۰۸) بازیکن فوتبال اهل بریتانیا بود.
از باشگاه‌هایی که در آن بازی کرده‌است می‌توان به باشگاه فوتبال استون ویلا اشاره کرد.